# Klackskons historia
Klackskor är skor med en skoklack placerad under hälen. Idag förknippas klassiska klackskor med kvinnligt mode, men när de först introducerades till västerländskt mode i början av 1600-talet var de avsedda för män. Män fortsatte att bära klackskor i över 130 år, som en symbol för auktoritet och prestige. Klackskorna togs över av dammodet på 1700-talet, och senare har pumps i olika utföranden blivit populära. Stilettklackar har från 1900-talet ofta setts som en erotiskt laddad accessoar.

## Äldre historia och Asien

### Dess föregångare

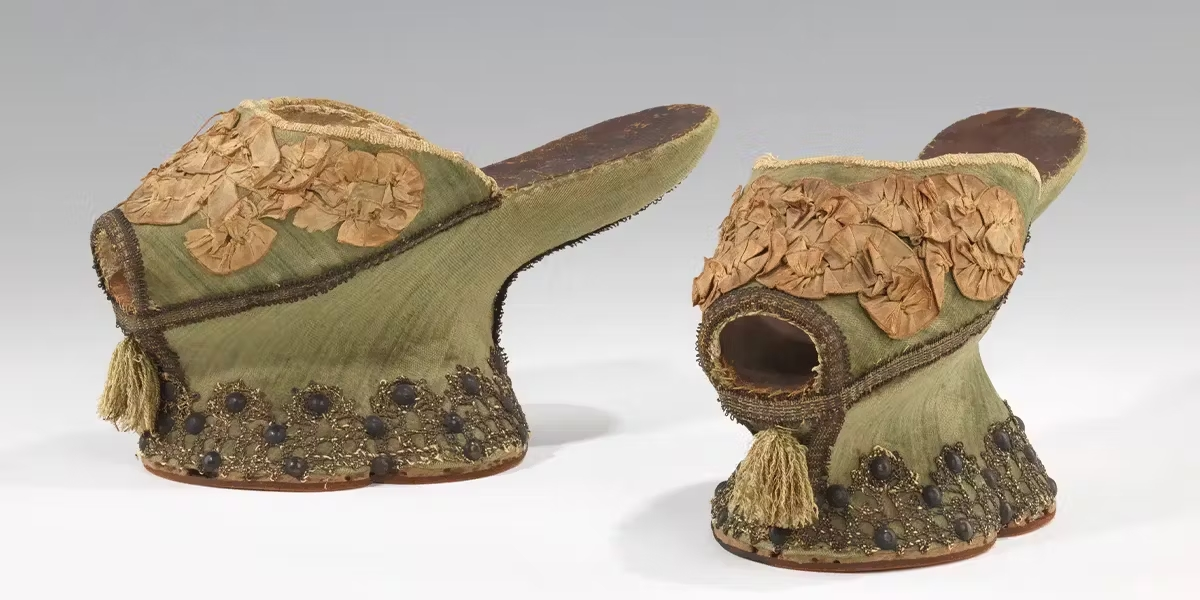
Chopines i grönt siden, cirka 1550–1600.

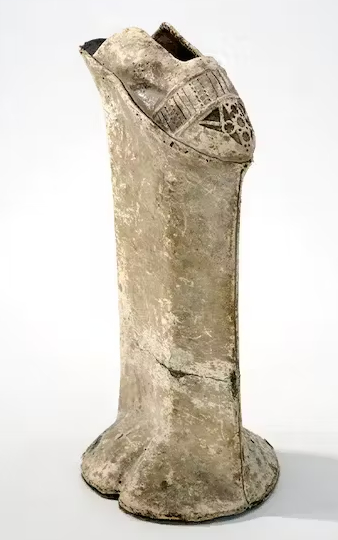
Styltsko från Venedig, 1500-tal.et

Klackskons ursprung är ännu inte fastställt. De första spåren av skor med klack är från antiken, där så kallade kothurner (kóthornos) syns i avbildningar av vinguden Dionysos inom den grekiska mytologin. Dessa är snörade sandaler som fästes på en tjock sula av kork eller trä. De bars i synnerhet av tragiska skådespelare under antiken. I pjäserna användes kothurner för att markera rollfigurernas skillnader i social rang. Dessa kom senare att utvecklas till styltskor (chopine), som från tidigt 1400-tal blev en trend bland Europas överklasskvinnor. Styltskorna blev särskilt populära bland kvinnorna i Venedig, vars korksulor kunde vara upp till 74 cm höga. Ibland var sulorna så pass höga att den som bar skorna var tvungen att stödja sig på en tjänare för att kunna ta sig framåt.

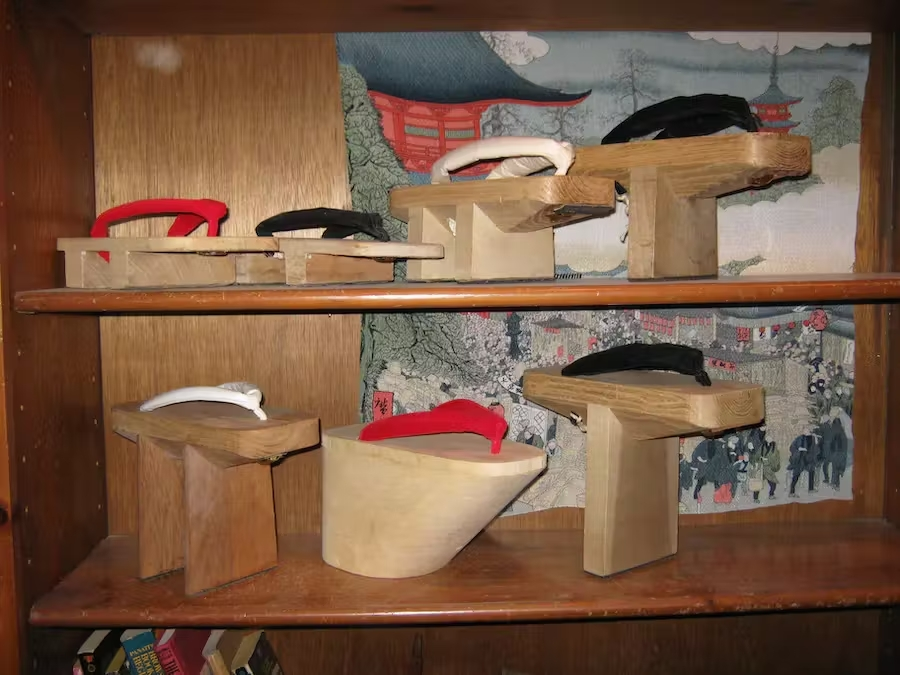
Olika varianter av geta. Ovan: normal geta, yama-geta, hög geta, ipponba-geta, nedan: ashida, pokkuri-geta, hög ipponba-geta.

I Japan började man vid den senare delen av Heianperioden använda skor med klack av modellen geta, som ursprungligen hade kommit från Kina. Det ursprungliga syftet med skon var att skydda bärarens kläder från gatornas smuts. De blev särskilt populära bland fiskhandlare som ville höja sig över fiskrens. Geta slutade troligtvis att bäras i Kina någon gång mellan Mingdynastin (1368–1644) och Qingdynasin (1636/1644–1912), och byttes istället ut mot andra skodon. I Japan däremot bär man än idag skor av modellen geta, men mestadels i samband med formella tillfällen som kräver traditionell klädsel. Geta bärs därför oftast tillsammans med en kimono. Skorna har en sula av trä i vilken ett stycke av tyg eller läder fästs i en triangulär form för att ge stöd åt foten. Detta har inspirerat till dagens flip-flops.

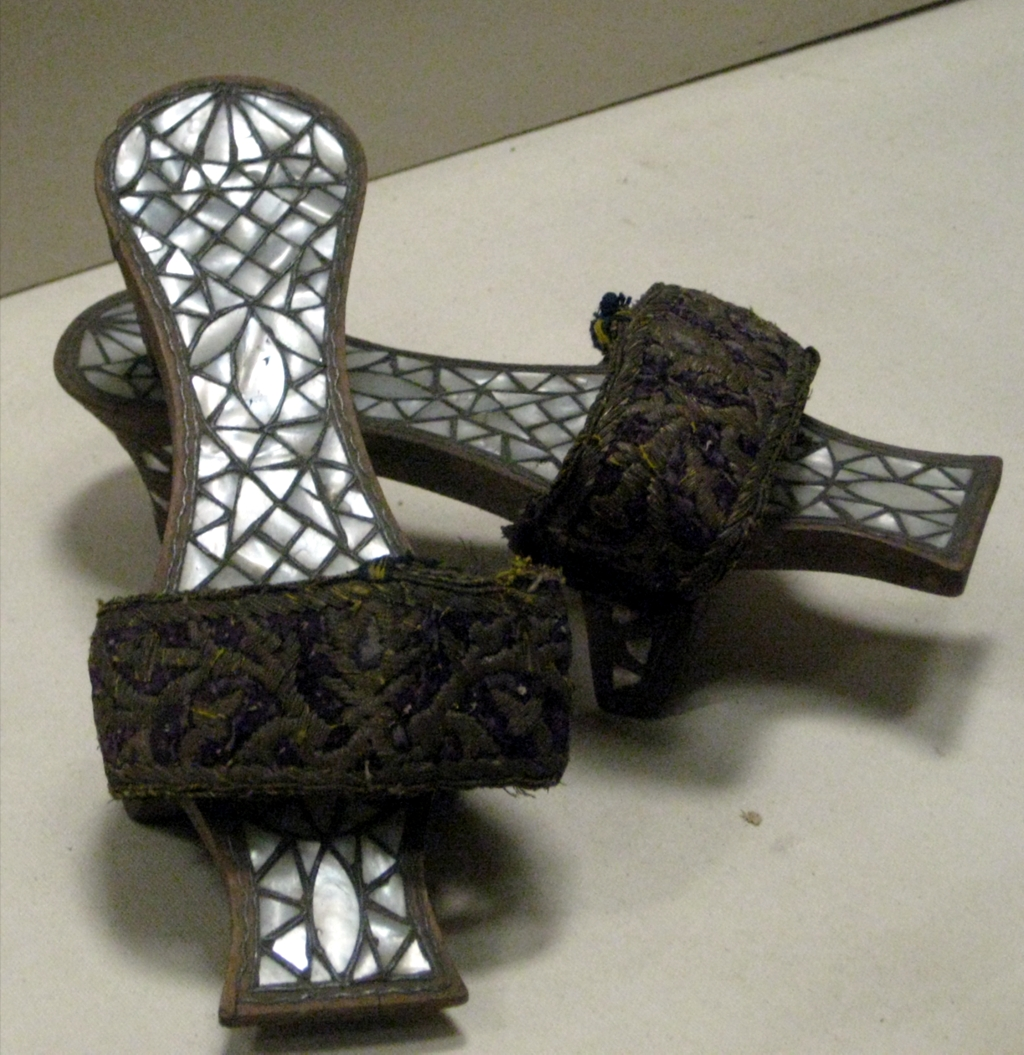
Turkiska nalins med pärlemor.

På medeltiden introducerades patiner, som likt kothurner hade en sula av kork eller trä. Patiner bars troligtvis primärt som ett form av skydd för skodon, vilka under denna tid ofta hade mycket tunna sulor och därmed begränsad hållbarhet. Patiner bars oftare av kvinnor än av män. Medeltida arkeologiska fynd avslöjar att patiner var relativt sällsynta, vilket antyder att dessa uteslutande bars av medlemmar av de högre samhällsskikten och inte var avsedda för allmänheten. De användes ofta i våta miljöer för att skydda kläderna, exempelvis vid moppning av golv. Patiner tros även ha underlättat bärandet av snabelskor, som var mycket populära bland Europas adel under högmedeltiden.
Nalins är en annan typ av sko med klack från denna tid, som har sitt ursprung från det Osmanska riket. Till skillnad från patinerna användes inte nalins som överdragsskor, utan som sandaler. Nalins har en sula av trä i vilken två vertikala plattor är fastsatta. Även dessa skor fungerade som en klassmarkör. Ju mer utsmyckade skorna var och desto högre sulan var, desto högre status ansågs bäraren besitta.

### Introduktion till västerlandet
Flera århundraden innan dagens klackskor dök upp i västerländskt mode användes de redan på 900-talet av mongoliska och persiska ryttare vid krigföring. Stigbygeln och klacken effektiviserade ridningen dramatiskt, tillsammans bidrog de till stabilitet samt underlättade för ryttaren att sikta bättre med sin pilbåge. I slutet av 1500-talet hade Persien världens största kavalleri, men lyckades ändå inte besegra sin fiende Osmanska riket. 1599 skickade därför Persiens shah Abbas I ut den persiska ambassaden till Europa (1599–1602) för att söka sig nya förbindelser med ledarna i Västeuropa, i hopp om en allians mot det osmanska riket. Österns kultur och mode hade länge väckt europeiskt intresse. Under 1500-talet blev böcker om detta populära och i dessa fanns avbildningar av de orientaliska klackskorna. När perserna sedan närmade sig Europa rådde det hög efterfrågan på persiska föremål bland européerna, och skor med klack var inget undantag.

## 1600- och 1700-talet

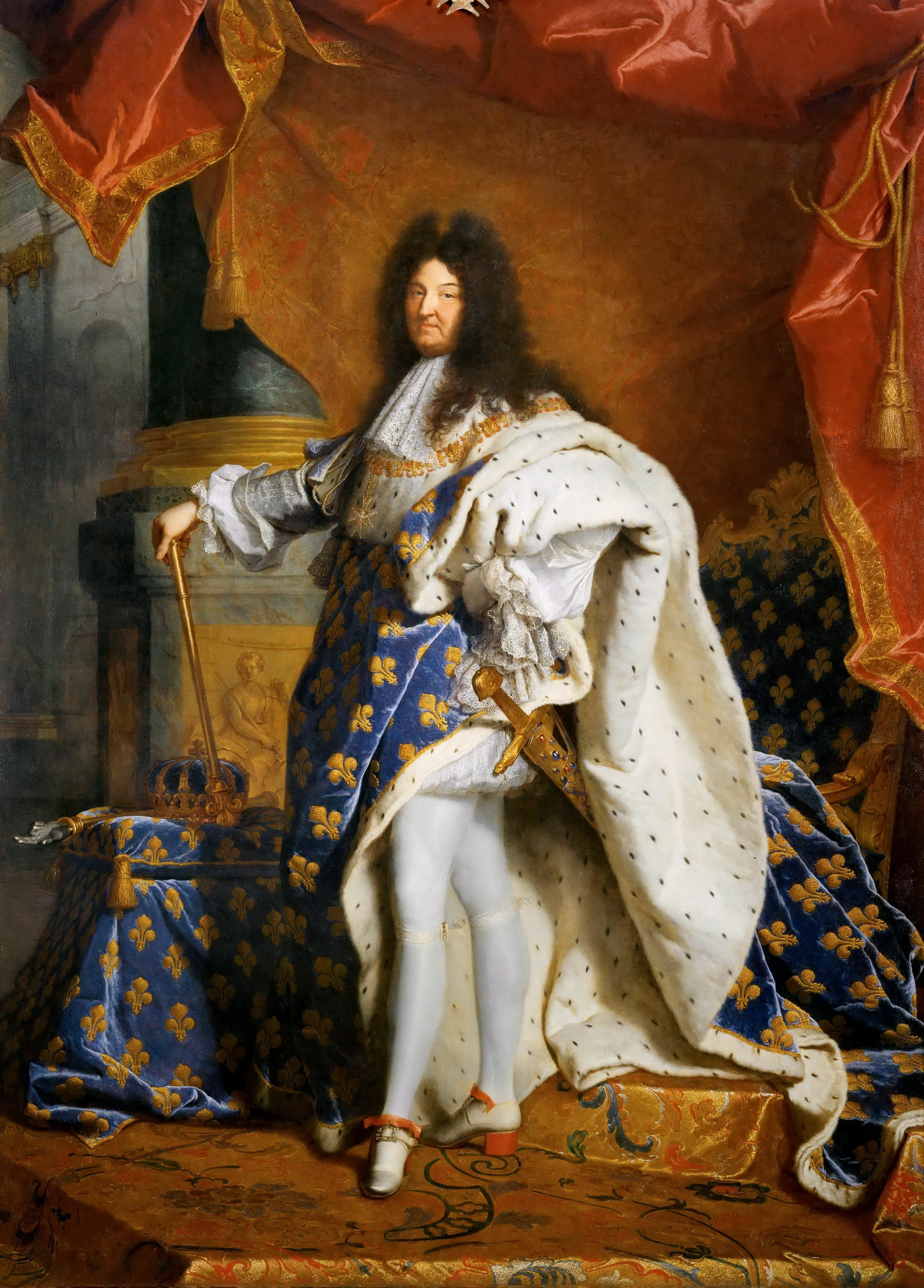
Porträtt av Ludvig XIV, cirka 1701, iklädd ett par röda klackskor.

### Statusmarkör
De persiska ryttarna blev symboler för styrka och maskulinitet, vilket ledde till att europeiska aristokrater snabbt implementerade klackskorna i sin garderob. När klackarna introducerades i lägre samhällsklasser svarade aristokratin med en kraftig höjning av av skornas klackar, vilket gav upphov till den karaktäristiska höga klacken. Den höga klacken försvårade kroppsarbete, och var därför obrukbar för de lägre samhällsklasserna. Detta resulterade i att höga klackar endast användes inom de högsta samhällsskikten – och blev därmed en symbol för makt och rikedom. Dessutom lade det manliga modet under 1600-talet stort fokus på benen, i synnerhet vaderna. Starka vader var ett skönhetsideal för männen och de framhävde dessa genom bland annat tajta strumpbyxor och lösare byxor som slutade vid knäna. Skor med klack var även det något som framhävde vaderna, vilket troligtvis bidrog till skornas popularitet.

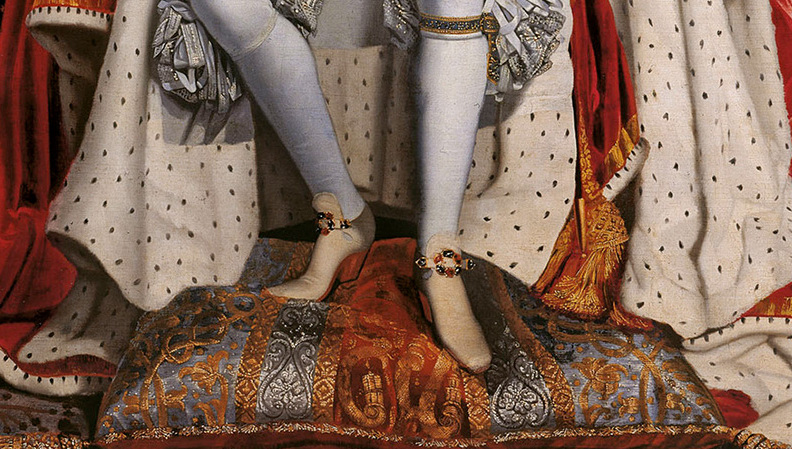
Klackskorna i fransk stil med röda klackar som Karl II av England bar på sitt kröningsporträtt.

Ludvig XIV av Frankrike var en framstående representant till denna aristokratiska trend. Hans korta längd, 163 cm, kompenserades av klackar som tillförde ytterligare 10 cm. Hans skor var ofta konstfullt dekorerade med stridsscener, och sulorna var alltid rödmålade; färgen var dyr och därmed prestigefylld. Under Ludvig XIV:s regeringstid var bärandet av röda klackar ett bevis på politiska privilegier. Detta mode spreds snabbt över nationsgränserna. Vid Karl II av Englands kröning 1661 var han iklädd ett par röda klackar i fransk stil, trots att han utan dem nådde en längd på 185 cm. På 1670-talet uträttade Ludvig XIV en förordning som tillät endast medlemmar av hans hov att bära röda klackar, samt att ingen fick bära skor med högre klack än kungen själv.

### Kvinnor blir maskulina
Klackskorna integrerades initialt i västerländskt mode som en följd av en fascination för persiskt mode och dess associerade maskulinitet som klackskorna bidrog till. På 1630-talet började även kvinnor sträva efter införliva maskulina attribut i sin klädsel. Några kvinnor klippte håret i manliga frisyrer, bar stövlar med sporrar och bredbrättade hattar dekorerade med plymer. Skor med klack intog en central roll i denna strävan och blev ett medel för att ytterligare ge kvinnors klädsel maskulina konnotationer. Klackskorna övergick från ursprunglig manlig användning till att bli en integrerad del av kvinnors och barns utstyrsel.

Fram till slutet av 1600-talet anammade Europas överklasser en unisex-stil inom skomodet. Emellertid inträdde en differentiering i klackskornas struktur, med en ökad betoning på könsspecifik utformning. Mäns klackar blev lägre och antog en mer fyrkantig och robust form, medan kvinnors klackar formades smalare och mer kurvigt.

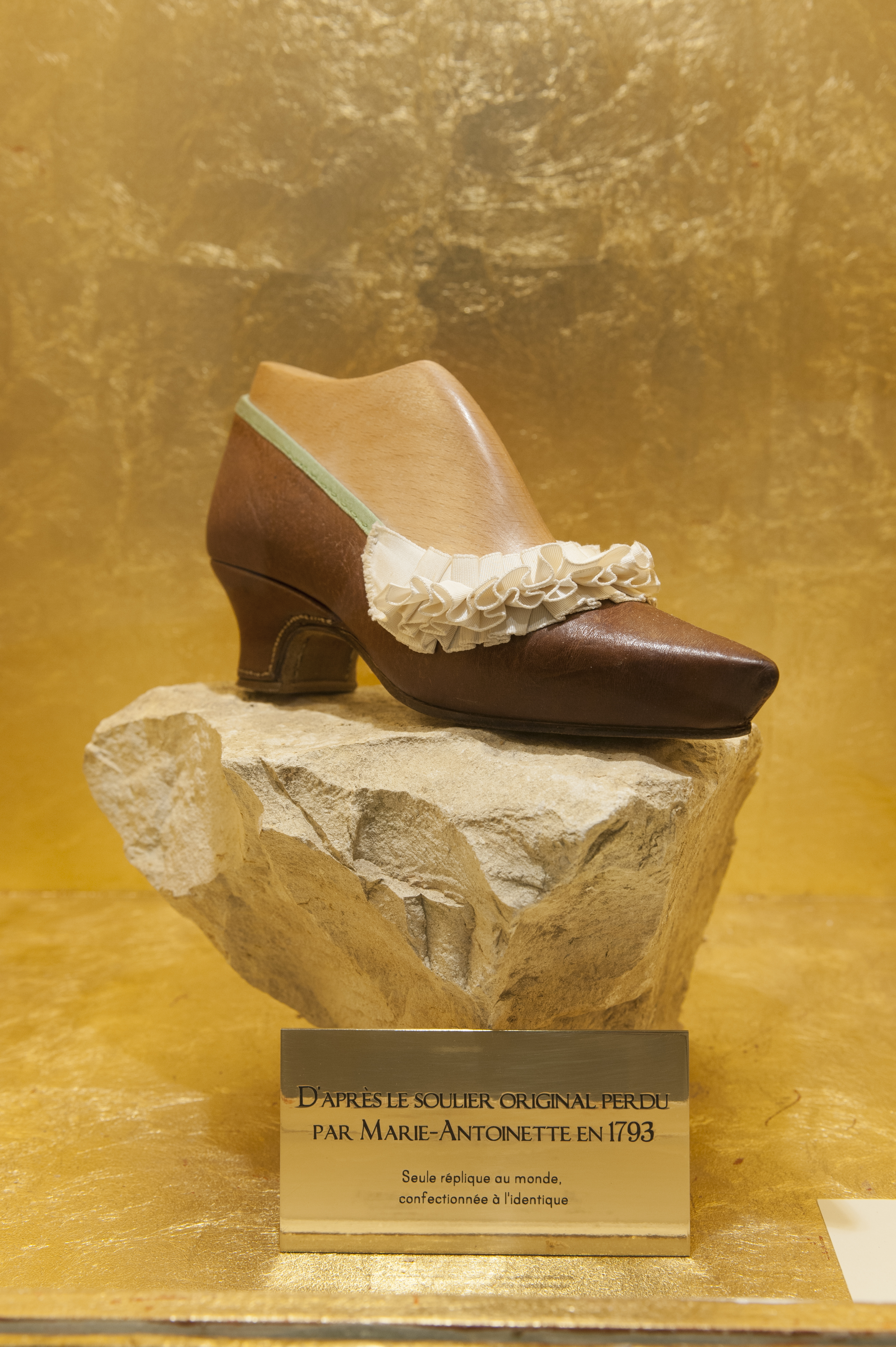
Kopia av de klackskor Marie-Antoinette bar vid sin avrättning.

### Klackskornas fall
I samband med upplysningstiden och dess intellektuella framsteg uppstod en förändring i klädseln. Upplysningen betonade det rationella och användbara istället för privilegier, vilket ledde till en förändring inom herrmodet. En övergång mot mer praktiska kläder initierades. Denna period markerade början på det så kallade "Great Male Renunciation", där män övergav extravagans och ljusa färger som nu enbart var till för kvinnornas klädsel. Tankar om hur varje man, oberoende av vilken klass han tillhörde, kunde bli en förståndig medborgare så länge han försågs med rätt utbildning började cirkulera. Samma idéer omfattade inte kvinnor, utan de blev istället sedda som obildbara och känsliga. Höga klackar, en gång betraktade som maskulina, blev en symbol för kvinnlighet – men också för irrationalitet.
Samtidigt som gränserna mellan sociala klasser suddades ut i modet, accentuerades könsskillnaderna. År 1740 hade klackskorna försvunnit ur männens garderober helt och hållet, eftersom de associerades med oförnuftig femininitet. Skorna försvann även från kvinnornas fötter cirka 50 år senare i samband med den franska revolutionen. Fram till dess hade kungahusets och adelns mode inspirerat de lägre samhällsklasserna, men folkets syn på aristokratin förändrades i samband med revolutionen. Marie-Antoinette, som i massornas ögon var skyldig till Frankrikes ekonomiska kris och en symbol för oförnuft, bar högklackade skor vid sin avrättning år 1793. Adelns utstyrsel var inte längre något att eftersträva och nu ville man istället distansera sig från överklassen.

## USA – vilda västern, förbud och pornografi

### Amerikanska västern

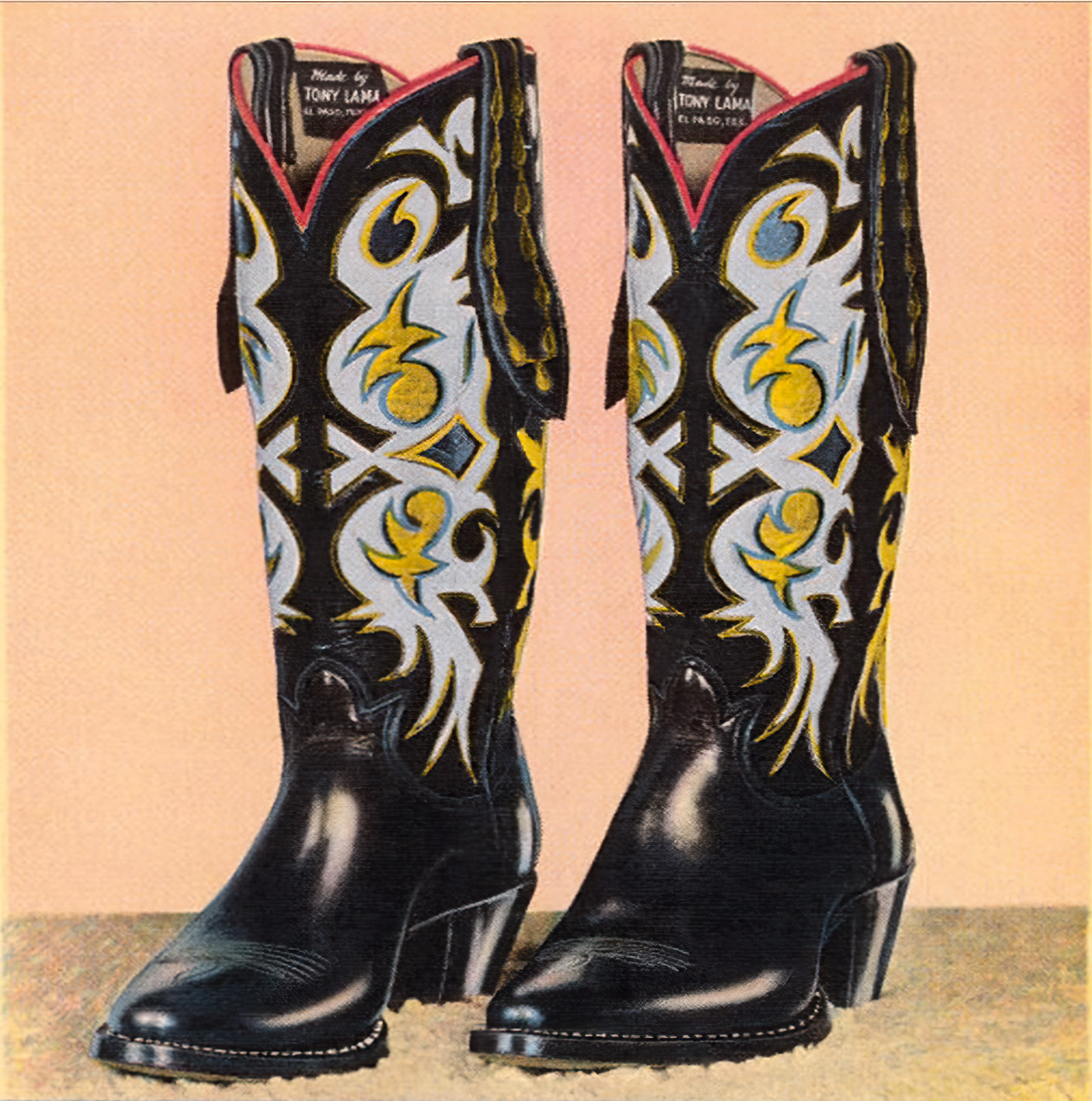
Cowboystövlar gjorda åt USA:s före detta president Harry S. Truman.

Männen i Västerlandet hade övergett skor med klack under 1700-talet, men i västra Nordamerika behöll klackskorna sin relevans. Där användes ridskor med klack flitigt, och så kallade cowboystövlar kom att bli en symbol för maskulinitet. En cowboystövel är en typ av ridsko, vanligtvis gjord av läder, som karaktäriseras av sitt typiska höga skaft och sin höga klack. Stövelns rundade klack kallas för kubansk klack. Under 1800-talet ökade stövlarna i popularitet bland USA:s cowboys.

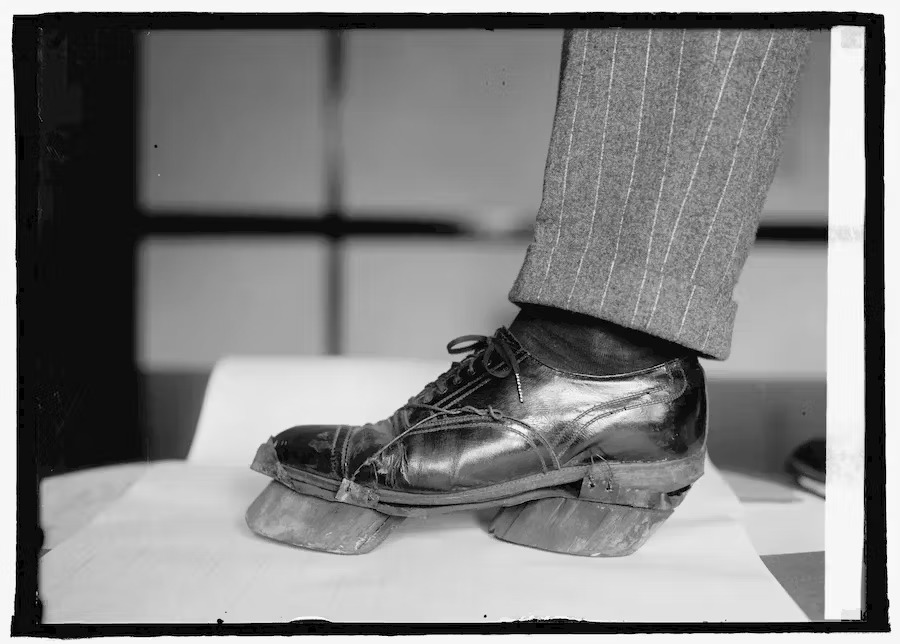
'Kosko' tagen av Prohibition Police Unit 28 juni 1924.

### Förbudstiden i USA
Under förbudstiden 1920–1933 var det förbjudet att sälja, tillverka, transportera, exportera och importera alkoholhaltiga drycker i USA. Alkoholförbudet gav upphov till lönnkrogar, som behövde förses med alkohol utan att polisen och myndigheterna var medvetna om det. Den hembrända alkoholen som behövdes tillverkades oftast i skogen nattetid. För att undgå upptäckt utvecklades en strategi för att förvirra polisen och förhindra dem från att spåra lagbrytarna – man började använda skor med högklackade sulor som imiterade klövar från en ko.

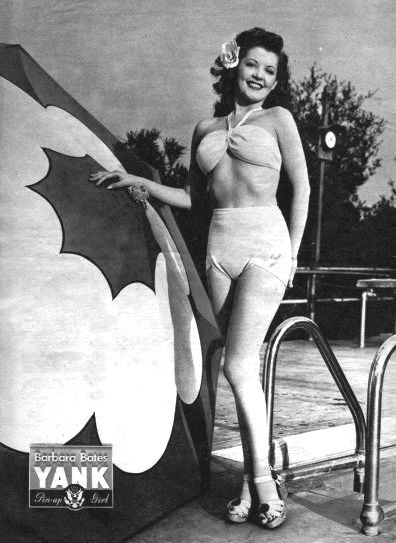
Pinuppbild av Barbara Bates iklädd ett par klackskor på omslaget till veckotidningen Yank, 1 juni 1945.

### Pornografi blir klackskornas räddning
Under 1800-talet utvecklades olika fotografimetoder, och pornografer var bland de första att anamma den nya teknologin. Inte sällan fotades erotiska bilder av kvinnor iklädda ett par klackskor, troligtvis på grund av klackskornas påverkan på kroppshållningen. Hållningen förändras genom ländryggens krökning samt bäckenlutningen, vilket resulterar i att kvinnans bröstkorg och höfter framhävs. Under 1860-talet började klackskorna få en mer direkt sammankoppling med erotik. Attityden till klackskorna skiftade. De som under senare halvan av 1700-talet hade kopplats ihop med kvinnlig irrationalitet, associerades nu istället med kvinnlig skönhet och önskvärdhet. Dessutom gav industrialismens tekniska utveckling upphov till särskilda symaskiner gjorda för skor, vilket gjorde klackskorna billigare och mer åtkomliga för en bredare marknad. På landsbygden förblev klackskorna däremot ovanliga.
Dödstalen i samband med första världskriget och spanska sjukan ledde till en brist på unga män, och kvinnorna tvingades konkurrera mot varandra i en större utsträckning än tidigare. För att attrahera det motsatta könet började kvinnor bära högre klackar och mer utmanande plagg. Under andra världskriget fördjupades sambandet mellan klackskor och erotik. Det var vanligt att fotografier av pinuppor iklädda klackskor cirkulerade bland soldaterna på militära baser. Efter kriget blev pinuppor och deras utmanande klädsel snabbt en rådande trend i dammodet. Detta involverade höga klackskor, vida kjolar och korsetter i vardagligt bruk.

## Stilettklackar och sent 1900-tal

### Krigsteknologi och stilettklacken
Stilettklackens exakta ursprung är ännu inte fastställt. Designerna Salvatore Ferragamo, Charles Jourdan, Roger Vivier och André Perugia har alla utnämnts till stilettklackens skapare. Klacken är döpt efter den italienska knivmodellen med samma namn (stilett). Skor med stilettklack framställdes redan på 1930-talet, men de blev brukbara först efter andra världskriget; det krävdes efterkrigstida teknologi för att skapa en tillräckligt robust stilettklack som kunde tåla bärarens kroppsvikt. Nya material och tekniker som ursprungligen uppfanns för hangarfartyg användes för att skapa en fungerande stilettklack, såsom användningen av aluminium och formsprutning för att sammanfoga metall och plast.

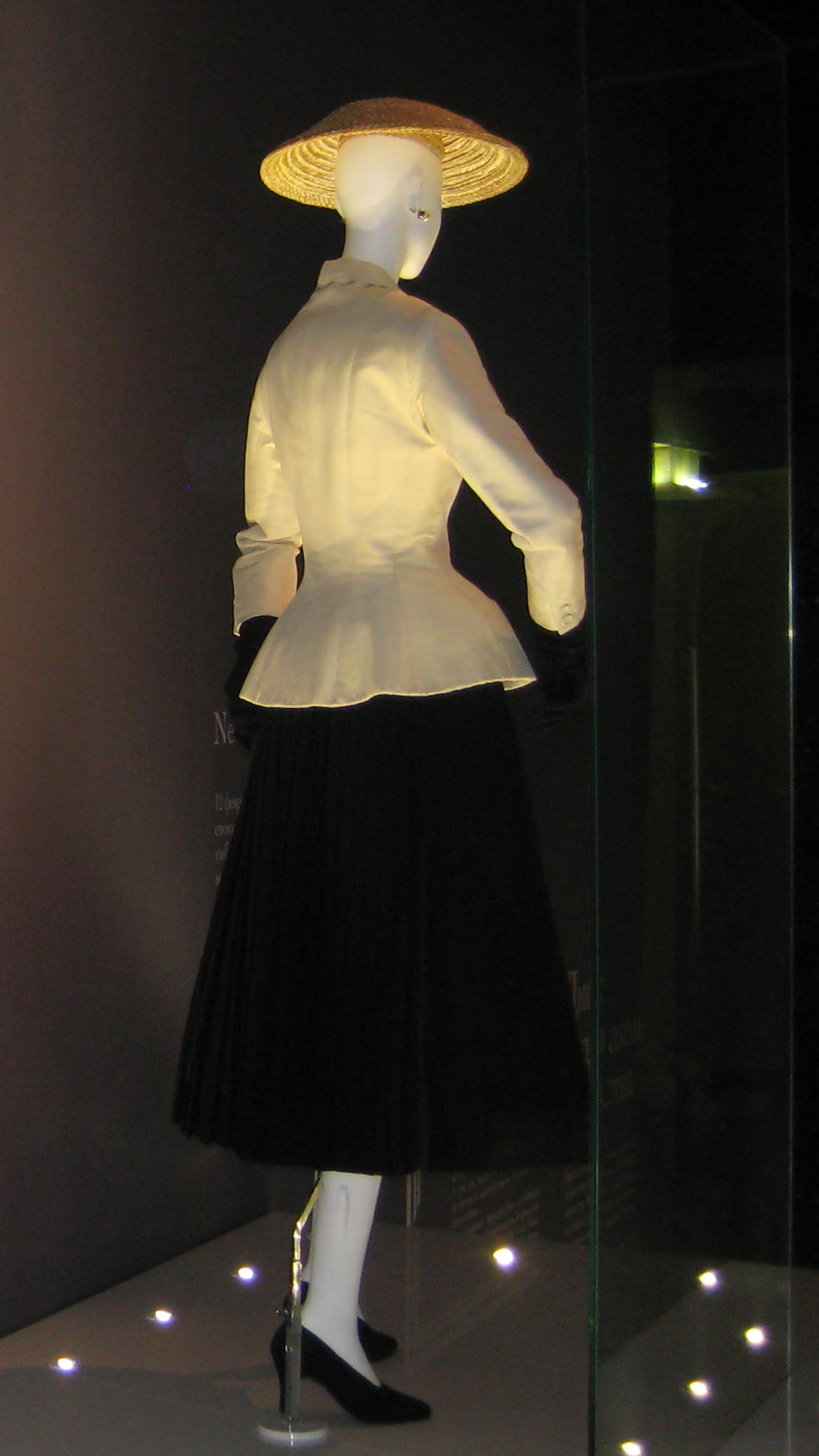
Skyltdocka klädd i dräkt och stilettklackar från 1947, Diors "New Look" (Corolle collection, vår/sommar 1947), från utställning i Moskva 2011.

Den 12 februari 1947 lanserade Christian Dior sin första kollektion – The New Look. Kollektionen lade fokus på femininitet och kvinnliga kurvor genom korsetter, överdelar med markerad midja och höftframhävande kjolar. Klackskor, som ansågs vara en ypperlig symbol för kvinnlighet, tog stor plats i kollektionen. The New Look och Christian Dior spelade en viktig roll i att popularisera stilettklacken på 1950-talet.

### Eftertraktade centimeter
I samband med första världskriget hade stort fokus lagts på krigsberedskap och ackumulation av kompetenta soldater. Detta ledde till att pseudovetenskapliga teorier, som främjade darwinistiska idéer om 'den dugligastes överlevnad', fattade fäste i kulturen. Längd tycktes vara ett signum på styrka såväl som sexuell attraktionskraft. Under 1950-talet ansågs längden vara direkt kopplad till framgång i affärslivet. Eftersom det var mannens genetiskt orsakade större längd som ansågs attraktiv, var det mycket viktigt att mannens längd var naturlig. Att använda sig av skor med för hög klack ansågs vara ett tecken på femininitet och osäkerhet över självupplevda brister. Det blev däremot vanligare bland män att använda skoinlägg för att öka sin längd på ett diskret och osynligt sätt.

### Populärkultur och den sexuella revolutionen
Efter 1950-talet inleddes den sexuella frigörelsen, som innebar en mer accepterande syn på preventivmedel, pornografi, homosexualitet och abort. I samband med detta inleddes den så kallade "Peacock Revolution", som handlade om mäns rätt att inkorporera mer uppseendeväckande attribut i sin klädsel. Denna modetrend fick fäste i populärkulturen mycket på grund av grupper som The Beatles och The Rolling Stones. På 1960-talet började klackskor för män öka i popularitet, inte minst tack vare The Beatles som ofta uppträdde i sina karaktäristiska stövlar som kom att kallas "the Beatle boot". Dessa stövlar liknade Chelseaboots, men hade en kubansk klack som var högre än den på klassiska Chelseaboots.

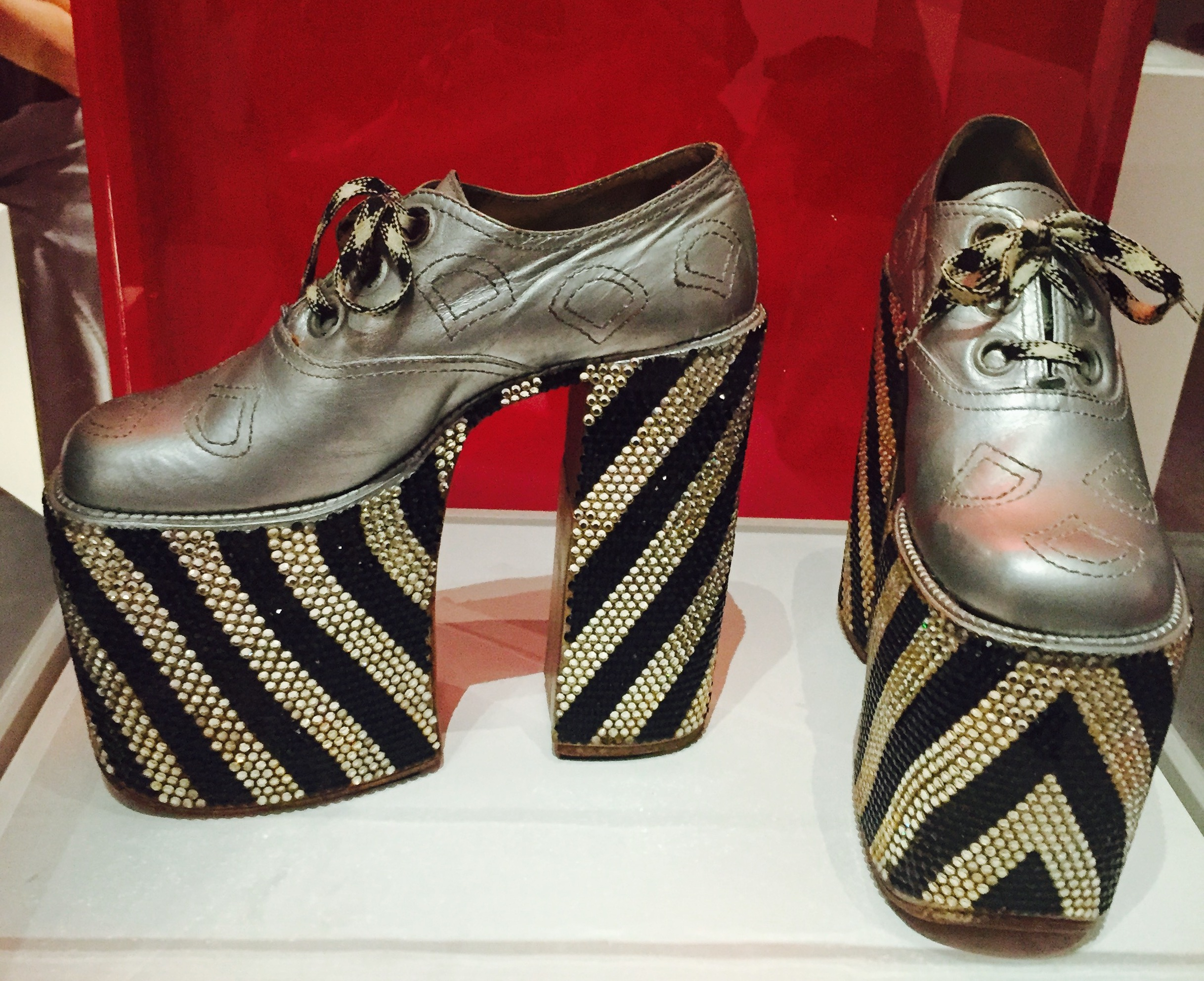
Platåskor tillhörande Elton John, 1972–1975.

På 1970-talet höjdes klacken markant, och platåskor blev populära i samband med discokulturen. Musiker som Elton John, David Bowie, ABBA och rockbandet Kiss spelade en viktig roll i att popularisera platåskorna. Under 1970-talet tog diverse sociala rörelser stor plats i västerländska samhällen, inklusive medborgarrättsrörelsen och den feministiska kampen för kvinnans rättigheter. Det blev på modet att ifrågasätta gamla synsätt på maskulinitet, och män som bar skor med hög klack sågs därför inte som feminina – utan representanter för den moderna mannen.

## 2000-talet
Skor med klack har länge varit en symbol för kvinnlighet, med undantag för popkulturella trendvågor som de inom discokulturen på 1970- och 1980-talen. Samtidigt som höga klackar bars av både män och kvinnor på dansgolven under denna tid, minskade skornas popularitet i vardagligt bruk. Detta berodde till stor del på grund av 1960- och 1970-talens sociala rörelser för jämlikhet mellan könen. Dessa ifrågasatte gamla stereotyper, och klackskor sågs som något kvinnoförtryckande.
På 1980-talet fick termen 'power dressing' fäste, vilket var en ny syn på hur kvinnor borde klä sig för att uppnå framgång i arbetslivet. Detta inkluderade bland annat kavajer med axelvaddar och högklackade skor. Som ett resultat av detta växte skor med klack i popularitet bland kvinnorna. Popkulturella TV-serier på 1990- och 2000-talen, som Sex and the City, fyllde en viktig roll i att stärka kopplingen mellan högklackade skor och den moderna kvinnan.
Trots att högklackade skor i modern tid tillhört kvinnans garderob, finns det rörelser och evenemang som tillåter män att bära skor med klack utan skam. Sedan 2001 har män marscherat i högklackade skor i samband med evenemanget 'Walk a Mile in Her Shoes', för att uppmärksamma och ta ställning emot våld mot kvinnor.

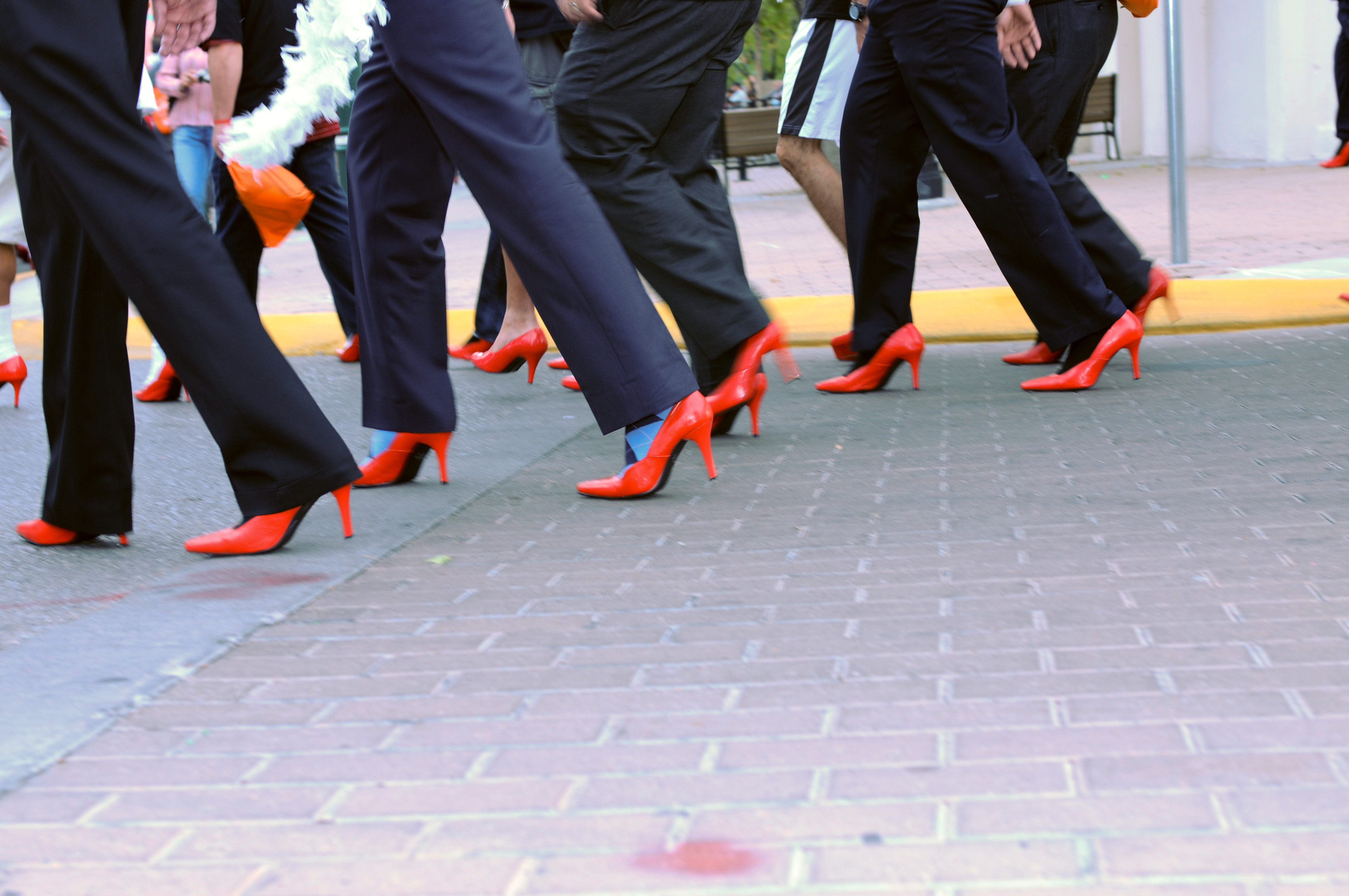
'Walk a Mile in Her Shoes'-evenemang i El Paso i Texas, 16 oktober 2012.

Klackskor används flitigt av män inom drag, där de iklär sig i överdrivna, kvinnliga attribut. Män i klackskor har också länge förekommit inom HBTQ-rörelsen. Flera manliga profiler har burit högklackade skor under olika tillställningar och uppträdanden, som Lil Nas X, Harry Styles och svenske Benjamin Ingrosso. Män i högklackade skor har även förekommit inom haute couture, exempelvis i Givenchys vårkollektion 2022. I en artikel i franska Vogue från 2021 spåddes att skor med klack återigen skulle vara på väg in i männens garderober.